# Fallúdžský masakr
Fallúdžský masakr se odehrál 28. dubna 2003 v iráckém městě Fallúdža. Vojáci armády Spojených států z 1. praporu, patřící k 325. pěšímu pluku 82. výsadkové divize svou střelbou zabili 17 iráckých demonstrantů, kteří protestovali proti přítomnosti amerických jednotek ve městě.

## Historie
Večer 28. dubna 2003 několik stovek civilistů porušilo zákaz vycházení vyhlášený americkou armádou, a protestující se vydali na pochod ulicemi Fallúdže k místní škole, kde v té době přebývali američtí vojáci. Vojenští vyjednávači se pokusili přinutit civilisty k rozpuštění shromáždění, ale tento pokus selhal. V té chvíli měli podle místních obyvatel vojáci Spojených států začít střílet na neozbrojený dav, přičemž zabili 17 a zranili více než 70 demonstrantů; z vojáků nebyl nikdo raněn. Američané vypověděli, že vojáci uvnitř školy pouze reagovali na palbu zevnitř protestujícího davu. Dle závěrů vyšetřování Human Rights Watch, které ale bralo v potaz pouze absenci děr po kulkách na fasádě budovy školy (ačkoli vojáci byli také na pozicích venku a ve svých vozidlech), nejsou dostupné žádné fyzické důkazy, že by někdo z demonstrantů střílel na americké vojáky v budově, a sami Američané měli vést střelbu na celou skupinu demonstrujících, nejen na osamělé cíle.
O dva dny později byl 1. prapor 82. výsadkové divize nahrazen členy 3. obrněného jezdeckého pluku (3rd Armored Cavalry Regiment). Tato jednotka byla podstatně menší a rozhodla se neobsazovat školní budovu, kde se před dvěma dny střílelo.
Ve stejný den však vojáci Spojených států zabili další tři civilisty během protestu před sídlem strany Baas a kanceláří starosty. Američané znovu neutrpěli žádné ztráty, ale později toho dne byli někteří vojáci zraněni při odvetném granátovém útoku.
Incident je často srovnáván s jinými podobnými událostmi. Foreign Policy přirovnala Fallúdžu k operaci izraelského námořnictva v Gaze v roce 2010, během které izraelské námořní komando zabilo devět aktivistů, z nichž někteří byli zastřeleni, když byli otočeni zády k izraelským vojákům.